# Fragile Live Concert
Fragile Live Concert là buổi hoà nhạc thứ hai của ca sĩ Hà Anh Tuấn nhằm quảng bá cho album phòng thu Fragile (2017).

## Danh sách tiết mục
Đây là danh sách tiết mục trong buổi diễn tại Cung Văn hóa Hữu nghị Hà Nội vào ngày 10 tháng 9 năm 2017.
1. "Cô bé mùa đông"
2. "Cứ thế"
3. "Dấu mưa"
4. "Hoàng hôn tháng tám"
5. "Vẽ"
6. "Mong manh"
7. "Ba mươi (30)"
8. "Anh ấy cô ấy"
9. "Chỉ một câu"
10. "Trái đất tròn không gì là không thể"
11. "Chuyện của mùa đông"
12. "Người con gái ta thương"
13. "Tháng tư là lời nói dối của em"
14. "Tái bút anh yêu em"
15. "Em à!"
16. "Chạy mưa"
17. "Lạc"
18. "Bốn chữ lắm"
19. "Người tình mùa đông"

- "Dấu mưa" và "Hoàng hôn tháng tám" với Trung Quân Idol.
- "Mong manh" và "Ba mươi (30)" với Phạm Toàn Thắng.
- "Chỉ một câu" / "Trái đất tròn không gì là không thể" với Vũ Cát Tường.
- "Chạy mưa" và "Lạc" với OPlus.
- "Bốn chữ lắm" với.